# Heidrun Jänchen
Heidrun Jänchen, née le 10 octobre 1965 à Burgstädt, est une autrice allemande de science-fiction et de fantasy. En 2009, elle remporte le prix Kurd Laßwitz pour sa nouvelle Ein Geschäft wie jedes andere. La même année, son roman Simon Goldsteins Geburtstagsparty arrive à la deuxième place du Prix allemand de science-fiction, prix qu'elle remporte également en 2012 pour sa nouvelle In der Freihandelszone.

## Biographie
Heidrun Jänchen nait le 10 octobre 1965 à Burgstädt. Elle étudie la physique à l'Université Friedrich Schiller d'Iéna jusqu'au doctorat. Elle travaille ensuite dans l'industrie optique en tant que développeuse d'appareils. De 2014 à 2019, elle est membre du conseil municipal d'Iéna pour le parti des pirates. Elle se présente aux élections municipales d'Iéna en 2018. 

## Carrière littéraire
Jänchen écrit de la prose et de la poésie depuis son enfance. Elle participe à plusieurs reprises au séminaire de poésie de Schwerin. Après avoir remporté l'Olympiade du conte en 2002, son premier roman Le Trône de fer (2003), qu'elle a écrit avec Andrea Tillmanns et Christian Savoy, est publié. Cette publication est suivie d'un scénario pour la série ZDF Wilsberg, de son propre roman fantastique Nach Norden ! (2006) et enfin de son premier roman de science-fiction Simon Goldsteins Geburtagsparty (2008). Depuis 2003, elle édite la série SF chez Wurdack-Verlag avec Armin Rößler et Dieter Schmitt, dans laquelle certaines de ses propres nouvelles et histoires paraissent également. En outre, elle s'exprime régulièrement sur son blog où elle écrit aussi bien sur la politique que sur la littérature.

## Accueil critique
La nouvelle In der Freihandelszone, parue en 2012, narre l'histoire de la planète Leiwal, convoitée par la Terre qui entend l'utiliser afin de développer une forme de tourisme sexuel. Martin Stricker, membre du comité de sélection du Prix allemand de science-fiction, souligne la subtilité avec laquelle Heidrun Jänchen fait de son récit une métaphore de l'exploitation des pays en voie de développement, ainsi que l'habilité avec laquelle elle utilise un ton divertissant et amusant pour parler de sujets graves.
La même année, elle sort le recueil de nouvelles Willkommen auf Aurora qui reçoit un bon accueil critique. Comme dans In der Freihandelszone, Jänchen utilise la science-fiction pour porter un discours engagé socialement, en mettant en scène des personnages confrontés à un pouvoir qui les dépasse. Dans une critique dédiée au recueil, l'auteur et essayiste Karsten Kruschel écrit que le recueil rassemble presque exclusivement des nouvelles qui se rapprochent de la perfection. 

En 2020, le recueil de nouvelles Der grüne Planet parait aux éditions Hirnkost. L'ouvrage porte un propos écologique et est constitué des œuvres de différents auteurs et autrices. Bien qu'aillant reçu un accueil critique mitigé, la nouvelle de Heidrun Jänchen « Mietnomaden » est évoquée comme faisant partie des points forts du recueil. Comme l'écrit Marten Hahn dans un compte-rendu pour la Deutschlandfunk Kultur :
De nombreuses histoires dans Der grüne Planet ont de bonnes idées. "Mietnomaden" de Heidrun Jänchen est plus complexe. Dans une prose limpide, l'auteure raconte en différents épisodes comment l'humanité s'est transformée en réfugiée climatique.

## Distinctions
En 2009, elle remporte le prix Kurd Laßwitz pour sa nouvelle Ein Geschäft wie jedes andere. La même année, son roman Simon Goldsteins Geburtstagsparty arrive à la deuxième place du Prix allemand de science-fiction, prix qu'elle remporte également en 2012 pour sa nouvelle In der Freihandelszone.

## Œuvres
Heidrun Jänchen a publié de nombreux ouvrages.

### Romans
- (de) Heidrun Jänchen, Andrea Tillmanns et et Christian Savoy, Der eiserne Thron, vol. 1, Nittendorf, Story Olympiad, 2003 (ISSN 1612-0566)
- (de) Heidrun Jänchen, Nach Norden!, 2006 (ISBN 978-3-938065-09-9 et 3-938065-09-5, OCLC 181524339).
- (de) Heidrun Jänchen, Simon Goldsteins Geburtstagsparty Roman, 2008 (ISBN 978-3-938065-33-4 et 3-938065-33-8, OCLC 239582982).

### Recueil de nouvelles
- (de) Willkommen auf Aurora, Nittendorf, Wurdack-Verlag, 2012 (ISBN 978-3-938065-80-8 et 3-938065-80-X, OCLC 794534685)

### Nouvelles et histoires courtes (sélection)
- (de) Vor dem Sturm dans Deus ex Machina (no 10), 2003 (ISSN 1618-9647)Nommée pour le prix allemand de science-fiction 2003
- (de) Fallstudie: Terroristin Jenny S. en surplus, Wurdack-Verlag, 2005 (ISBN 3-938065-08-7)Nommée pour le Kurd-Laßwitz-Prize 2006
- (de) Tabula rasa 22 Erzählungen, 2006 (ISBN 978-3-938065-18-1 et 3-938065-18-4, OCLC 166033626, lire en ligne), « Das Projekt Moa »
- (de) Heidrun Jänchen, Lazarus 5 Novellen, Wurdack-Verlag, 2007 (ISBN 978-3-938065-21-1 et 3-938065-21-4, OCLC 198081085), « 95 Prozent »Nommée pour le prix allemand de la science-fiction 2008 et le prix kurde Laßwitz 2008
- (de) Heidrun Jänchen, Der Moloch und andere Visionen, Shayol, VISIONEN 4, 2007 (ISBN 978-3-926126-74-0 et 3-926126-74-4, OCLC 184694802, lire en ligne), « Regenbogengrün »Nommée pour le Prix allemand de science-fiction 2008
- (de) Das Mirakel, edfc, 2007 (ISBN 978-3-932621-99-4 et 3-932621-99-9, OCLC 199210793), « Slomo »Nommée pour le prix allemand de la science-fiction 2008
- (de) Lotus-Effekt, Wurdack-Verlag, 2008 (ISBN 978-3-938065-32-7 et 3-938065-32-X, OCLC 239582944), « Ein Geschäft wie jedes andere »récompensée par le Kurd-Laßwitz-Prize 2009
- (de) Die Audienz, Wurdack-Verlag, 2010 (ISBN 978-3-938065-62-4 et 3-938065-62-1, OCLC 642325956), « Kamele, Kuckucksuhren und Bienen »
- (de) Armin Rößler et Heidrun Jänchen, Emotio [16 Sciene-fiction-Kurzgeschichten], Wurdack-Verlag, 2011 (ISBN 3-938065-75-3 et 978-3-938065-75-4, OCLC 1185700859, lire en ligne), « In der Freihandelszone »récompensé par le prix allemand de la science-fiction 2012

### Scénarios
- Wilsberg: Letzter Ausweg Mord (première diffusion le 18. octobre 2003 sur ZDF), avec Oliver Groß, Joachim Schlag, Marion Haul, Gerd Zipper et Ulla Buthe

### En tant que rédactrice avec Armin Rößler
- Tabula Rasa . Wurdack-Verlag 2006,  (ISBN 3-938065-18-4)
- SFX, Wurdack-Verlag 2007,  (ISBN 3-938065-29-X)
- Lazare, Wurdack-Verlag 2007,  (ISBN 3-938065-21-4)
- Effet Lotus, Wurdack-Verlag 2008,  (ISBN 3-938065-32-X)
- Musique moléculaire, Wurdack-Verlag 2009,  (ISBN 978-3-938065-47-1)
- Le public, Wurdack-Verlag 2010,  (ISBN 978-3-938065-62-4)
- Émotion, Wurdack-Verlag 2011,  (ISBN 978-3-938065-75-4)